# Stormblåst MMV
Stormblåst MMV är ett musikalbum med det norska blackmetalbandet Dimmu Borgir. Albumet släpptes 11 november 2005. Skivan är en nyinspelning av den första Stormblåst-skivan som släpptes 1995, tio år tidigare. "Sorgens kammer del II" och "Avmaktslave" är nya låtar på denna inspelning medan den ursprungliga "Sorgens kammer" fick utgå på grund av upphovsrättsproblem. En bonus-DVD med fem sånger ingår i utgåvan. Dessa är inspelade på Ozzfest-turnén 2004.

## Låtlista
CD
1. "Alt lys er svunnet hen" – 4:44
2. "Broderskapets ring" – 5:30
3. "Når sjelen hentes til helvete" – 4:43
4. "Sorgens kammer del II" – 5:51
5. "Da den kristne satte livet til" – 3:03
6. "Stormblåst" – 6:10
7. "Dødsferd" – 5:42
8. "Antikrist" – 3:36
9. "Vinder fra en ensom grav" – 4:00
10. "Guds fortapelse - Åpenbaring av dommedag" – 4:01
11. "Avmaktslave" – 3:54

DVD
1. "Spellbound (by the Devil)" – 4:20
2. "Vredesbyrd" – 4:48
3. "Kings of the Carnival Creation" – 8:07
4. "Progenies of the Great Apocalypse" – 5:25
5. "Mourning Palace" – 5:45

## Medverkande
Musiker (Dimmu Borgir-medlemmar)
- Shagrath (Stian Tomt Thoresen) – sång, sologitarr, basgitarr, bakgrundssång
- Silenoz (Sven Atle Kopperud) – rytmgitarr, basgitarr, sång

Bidragande musiker (CD)
- Mustis (Øyvind Johan Mustaparta) – keyboard, piano
- Hellhammer (Jan Axel Blomberg) – trummor

Bidragande musiker (DVD)
- Galder (Thomas Rune Andersen Orre) – sologitarr
- ICS Vortex (Simen Hestnæs) – basgitarr, sång
- Tony Laureano – trummor

Produktion
- Shagrath – producent, omslagsdesign
- Silenoz – producent, omslagsdesign
- Peter Tägtgren – ljudtekniker, ljudmix
- Russ Russell – ljudmix (DVD)
- Björn Engelmann – mastring
- Tobe – omslagsdesign
- Joachim Luetke – omslagskonst
- Alf Børjesson – omslagskonst